# 빙당돈설리
《빙당돈설리》(중국어: 冰糖炖雪梨, 한어 병음: Bīng táng dùn xuě lí, 월병: 빙탕둔쉐리, 영어: Skate Into Love 스케이트 인투 러브[*])는 2020년 방송되었던 중국의 드라마이다.

## 소개
- 어린 시절 친구였던 두 주인공이 다시 만나 빙상 위에서 꿈과 사랑을 이야기하는 드라마

## 등장 인물
- 장신청 - 리위빙 역
- 우첸 - 탕쉐 역
- 주력결 (周历杰) - 위언 역
- 하선림 (何宣林) - 하몽환 역
- 진천우 (秦天宇) - 료진우 역
- 위천호 (魏天浩) - 변징 역
- 초월 (楚月) - 저우란 역
- 한구낙 (韩玖诺) - 장위에웨이 역
- 덩룬 - 서봉 역
- 우다징 - 무대경 역